# Hybristodryinus kayin
Hybristodryinus kayin (лат.) — ископаемый вид ос рода Hybristodryinus из семейства дрииниды (Dryinidae). Бирманский янтарь, меловой период (сеноманский век, около 99 млн лет). Мьянма. Видовое название karen происходит от имени штата Kayin на юге Мьянмы.

## Описание
Мелкие хризидоидные осы. Длина 2,6 мм. От близких видов отличается неполными нотаулями груди, равными 0,5 от длины мезоскутума (у H. karen они равны 0,9 от длины мезоскутума); отсутствием глубокой бороздки на лице (у H. anomalus она развита); задний край темени не глубоко вырезан медиально. Усики 10-члениковые. Нижнечелюстные щупики состоят из 6, а нижнегубные — из 3 члеников. Самки неизвестны. У самцов мандибулы с четырьмя зубцами, а скапус усика много шире педицеля; переднее крыло с тремя ячейками, закрытыми пигментированными жилками (C, R и 1Cu). У самок этого рода на передних лапках есть клешня, предположительно для удерживания цикадок (Cicadomorpha, Fulgoroidea).
Вид был впервые описан в 2019 году палеоэнтомологами Евгением Перковским (Schmalhausen Institute of Zoology, Украина), Массимо Ольми (Tropical Entomology Research Center, Viterbo, Италия), Патриком Мюллером (Германия) и Катериной Мартыновой (Киев).